# Stora Bjurtjärnen, Dalarna
Stora Bjurtjärnen är en sjö i Falu kommun i Dalarna och ingår i Gavleåns huvudavrinningsområde. Sjön är 8,7 meter djup, har en yta på 0,224 kvadratkilometer och befinner sig 231,1 meter över havet. Vid provfiske har abborre, gädda och mört fångats i sjön.

## Delavrinningsområde
Stora Bjurtjärnen ingår i det delavrinningsområde (672838-151939) som SMHI kallar för Mynnar i Hinsen. Medelhöjden är 236 meter över havet och ytan är 8,04 kvadratkilometer. Det finns inga avrinningsområden uppströms utan avrinningsområdet är högsta punkten. Vattendraget som avvattnar avrinningsområdet har biflödesordning 3, vilket innebär att vattnet flödar genom totalt 3 vattendrag innan det når havet efter 99 kilometer. Avrinningsområdet består mestadels av skog (93 procent). Avrinningsområdet har 0,39 kvadratkilometer vattenytor vilket ger det en sjöprocent på 4,8 procent.